# 荷瓦波拉航空952号航班空难
荷瓦波拉航空952号航班空难，是刚果民主共和國（民主剛果）荷瓦波拉航空公司發生於2011年的一場空難事件。
2011年7月8日，荷瓦波拉航空公司一架波音727飞机，计划从民主剛果首都金沙萨飞往戈马市，飞机在暴雨中试图在基桑加尼的基桑加尼国际机场中迫降时，在距离跑道200米的热带雨林中坠毁。
此次事故伤亡统计混乱，荷瓦波拉航空曾宣布机上搭乘了112人，当地政府宣布40人获救。实际上，该航班当时实际载客178人，超出该机型的额定载客149名達29人之多。事故最终造成127人罹难，只有51人幸存。事故中，一名中国籍女性公民遇难。
荷瓦波拉航空是一家在民主刚果注册的航空公司，由于民主刚果的飞行安全记录一直较差，荷瓦波拉航空公司也被欧盟列入黑名单中。